# New Zealand Superannuation Fund
Der New Zealand Superannuation Fund (NZ Super Fund; Māori: Te Kaitiaki Tahua Penihana Kaumātua o Aotearoa) ist ein Staatsfonds von Neuseeland. Neuseeland bietet derzeit eine allgemeine Altersvorsorge für Personen über 65 Jahren. Der Fonds dient der teilweisen Vorfinanzierung der zukünftigen Kosten der neuseeländischen Altersvorsorge, die aufgrund der alternden Bevölkerung Neuseelands voraussichtlich steigen werden. 
Der Fonds ist Mitglied des International Forum of Sovereign Wealth Funds und hat sich daher den Santiago-Prinzipien für bewährte Verfahren bei der Verwaltung von Staatsfonds angeschlossen.

## Geschichte
Der Superannuation Fund wurde am 11. Oktober 2001 durch den New Zealand Superannuation and Retirement Act 2001 von Michael Cullen, dem damaligen Finanzminister der Fünften Labour-Regierung, geschaffen und ist umgangssprachlich als „Cullen Fund“ bekannt.
Der Staatsfonds erzielte in den zwölf Monaten bis zum 30. Juni 2013 eine Rekordrendite von 25,8 %. Im neuseeländischen Haushalt 2009 setzte die Regierung die Zahlungen an den Fonds aus. Es wurde vorgeschlagen, die Beiträge 2020/21 wieder aufzunehmen, wenn die Nettoverschuldung der Regierung im Verhältnis zum BIP voraussichtlich wieder unter 20 % fallen würde. Stattdessen nahm die neue Labour-geführte Regierung im Dezember 2017 die Zahlungen an den Superfund wieder auf. Zum 31. März 2022 hatte die neuseeländische Regierung 21,8 Milliarden Dollar in den Fonds eingezahlt.
Der NZ Super Fund gab im März 2018 eine Vereinbarung als bevorzugter Partner mit dem Māori Investment Fund bekannt.
Im Jahr 2023 trat Matt Whineray von seinem Amt als Geschäftsführer zurück, das seit 2018 innegehabt hatte. Er wurde durch Jo Townsend ersetzt. Im September 2024 meldete der Fonds für das Geschäftsjahr einen Ertrag von 11,2 Milliarden US-Dollar, ein Anstieg von fast 15 % gegenüber dem Vorjahr. Der Gesamtwert des Fonds erreichte 76,6 Milliarden US-Dollar.